# اشرف چهارچشم
زهرا مافی‌ها ملقب به اشرف چهارچشم کارگر جنسی بود که در شهر نو کار می‌کرد. او پس از انقلاب ۱۳۵۷ در دادگاه‌های انقلاب احضار شد و به همراه چند دیگر از کارگران جنسی شهر نو، به دستور حاکم شرع وقت یعنی صادق خلخالی به اعدام محکوم شد. وی در بهشت زهرا به خاک سپرده شد. از اشرف چهارچشم، پری بلنده و ثریا ترکه به عنوان ‌نخستین زنانی یاد می‌شود که پس از انقلاب ۱۳۵۷ اعدام شدند.

## زندگی و پیشه
از دوران کودکی و نوجوانی چهارچشم، اطلاعاتی در دسترس نیست؛ همهٔ مدارک وی در یک آتش‌سوزی در محلهٔ شهر نو سوخت.

### مصاحبه
مصاحبه‌ای با زنان کارگر جنسی در پیش از انقلاب، صورت گرفت، همچنین مجموعه عکس‌هایی تحت عنوان شهر نو توسط کاوه گلستان از شهر نو و زنان کارگر جنسی آن گرفته شد که اکنون در اینترنت موجود است.

### سوختن خانه
خانۀ اشرف چهارچشم، یکی از خانه‌هایی بود که در آتش‌سوزی از میان رفت. در این حادثه، تعدادی از کارگران جنسی شهر نو نیز جان دادند.

## دستگیری، اعدام و خاک‌سپاری

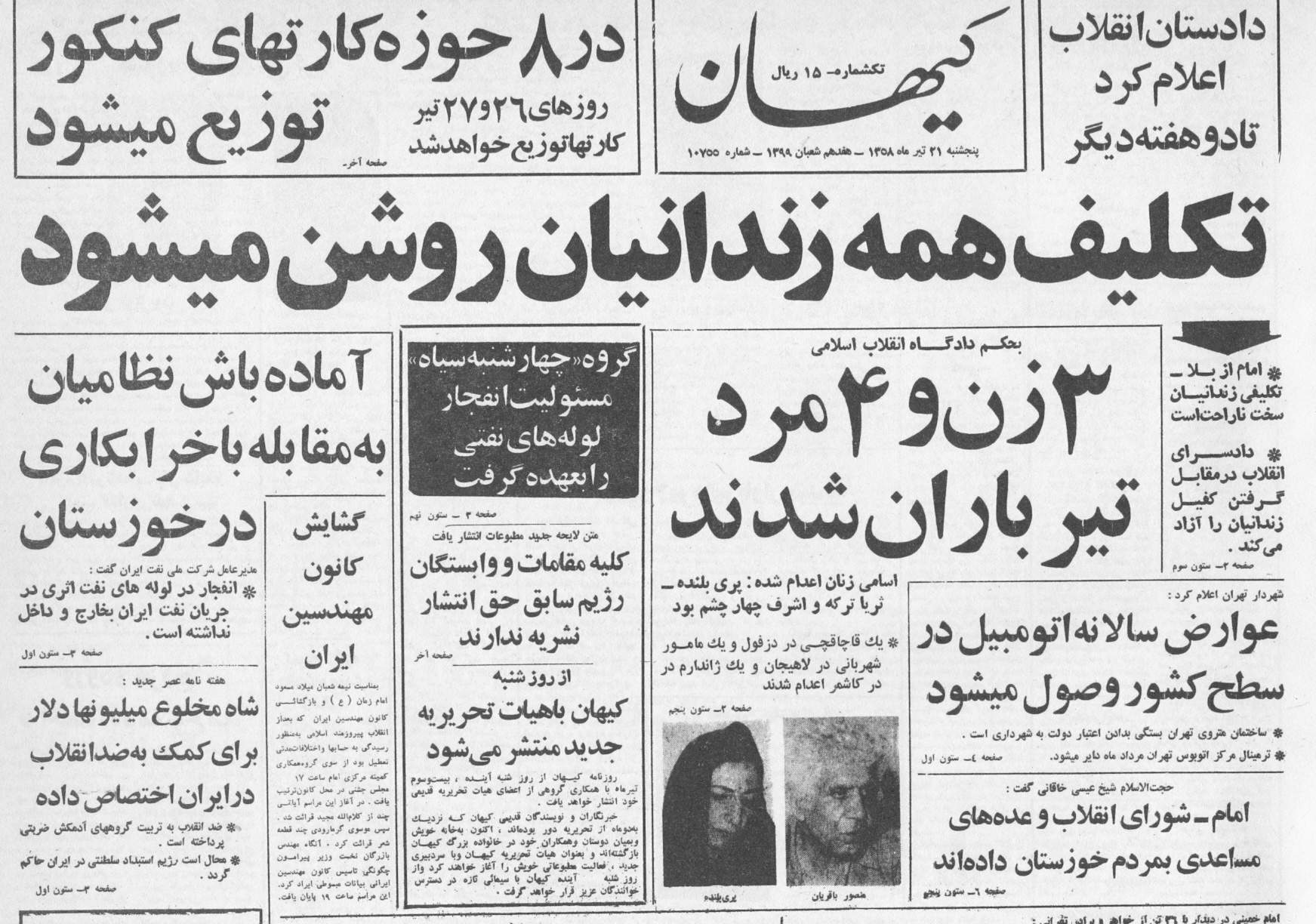
روزنامهٔ کیهان، ۲۱ تیر ۱۳۵۸.

پس از یورش نیروهای سپاه پاسداران انقلاب اسلامی در ۱۳۵۸ به شهر نو، چهارچشم به همراه چند تن از زنان دیگر، دستگیر شده و در دادگاه انقلاب، حاضر شدند. چهارچشم بلافاصله به فرمان صادق خلخالی، به اعدام محکوم شد. هیچ اطلاعاتی درباره چگونگی محاکمه و دفاع متهم از خودش، تاکنون منتشر نشده‌است. تنها در گزارش کوتاهی از کیهان، آمده‌است که وی در شعبهٔ ۱ دادگاه انقلاب محاکمه شد. چهارچشم پس از اعدام در بهشت زهرا به خاک سپرده شد، اما مکان دقیق قبر وی، به دلیل هجوم مردم و تخریب قبر او مشخص نیست.
محمد قره‌گوزلو، نویسنده و محقق مدعی است که اشرف چهارچشم «زنی خشن» بود و تحت نظر سکینه قاسمی (پری بلنده) کار می‌کرد.
روزنامهٔ کیهان در ۲۱ تیر ۱۳۵۸ در تیتر درشتی نوشت: «به حکم دادگاه انقلاب اسلامی، ۳ زن و ۴ مرد تیرباران شدند»؛ در زیر تیتر این خبر آمده‌است: «اسامی زنان اعدام‌شده: پری بلنده، ثریا ترکه و اشرف چهارچشم بود». عکسی از پری بلنده با چادر مشکی در زیر این خبر چاپ شده‌است. در صفحهٔ ۲ ستون ۵، شرح کامل‌تری آمده‌است و بخشی از فرمان دادگاه هم نوشته شده‌است.
حسینعلی منتظری یکی از مخالفان این اعدام‌ها بود. او در ۱۳۵۷ با بستن خانه‌های کارگران جنسی و تعطیلی شهر نو مخالفت کرد.